# Arnätschistand
Arnätschistand är en bergstopp i Schweiz. Den ligger i distriktet Obersimmental-Saanen och kantonen Bern, i den sydvästra delen av landet, 60 km söder om huvudstaden Bern. Toppen på Arnätschistand är 2 097 meter över havet.